# Revere (Massachusetts)
Revere [rɪˈvɪər] ist eine US-amerikanische Stadt im Suffolk County des Bundesstaats Massachusetts und Teil der Metropolregion Greater Boston.
Das U.S. Census Bureau hat bei der Volkszählung 2020 eine Einwohnerzahl von 62.186 ermittelt.

## Geographie
Revere grenzt im Süden an die Städte Winthrop und Chelsea sowie an den Bostoner Stadtteil East Boston, im Westen an Everett und Malden, im Norden an Saugus und Lynn und im Osten an den Atlantischen Ozean. Nach Angaben des United States Census Bureau hat die Stadt eine Gesamtfläche von 10 Quadratmeilen (26 Quadratkilometer), von denen 5,9 Quadratmeilen (15 Quadratkilometer) Land und 4,1 Quadratmeilen (11 Quadratkilometer) (40,98 %) Wasserfläche sind.

## Geschichte
Die ersten Einwohner des Gebiets waren amerikanische Ureinwohner, die zum Stamm der Penacook gehörten. Die europäische Besiedelung begann in den 1630er Jahren. Im Jahr 1846 wurde die Stadt North Chelsea gegründet. Im Jahr 1852 trennte sich Pullen Point von North Chelsea und wurde als die Stadt Winthrop gegründet. Im selben Jahr wurde das benachbarte Chelsea eine eigene Stadt. Am 24. März 1871 trat eine Petition in Kraft, die den Namen von North Chelsea zu Ehren von Paul Revere (1735–1818), dem Sohn eines Einwanderers, der am amerikanischen Revolutionskrieg teilnahm, in Revere änderte.

## Demografie
Nach einer Schätzung von 2019 leben in Revere 53.073 Menschen. Die Bevölkerung teilt sich im selben Jahr auf in 78,1 % Weiße, 5,5 % Afroamerikaner, 0,3 % amerikanische Ureinwohner, 4,9 % Asiaten und 5,3 % mit zwei oder mehr Ethnizitäten. Hispanics oder Latinos aller Ethnien machten 33,6 % der Bevölkerung von Revere aus. Das mittlere Haushaltseinkommen lag bei 62.568 US-Dollar und die Armutsquote bei 12,7 %.
| Bevölkerungsentwicklung Bei den Daten handelt es sich um Volkszählungsergebnisse. | Bevölkerungsentwicklung Bei den Daten handelt es sich um Volkszählungsergebnisse. | Bevölkerungsentwicklung Bei den Daten handelt es sich um Volkszählungsergebnisse. | Bevölkerungsentwicklung Bei den Daten handelt es sich um Volkszählungsergebnisse. | Bevölkerungsentwicklung Bei den Daten handelt es sich um Volkszählungsergebnisse. | Bevölkerungsentwicklung Bei den Daten handelt es sich um Volkszählungsergebnisse. | Bevölkerungsentwicklung Bei den Daten handelt es sich um Volkszählungsergebnisse. | Bevölkerungsentwicklung Bei den Daten handelt es sich um Volkszählungsergebnisse. | Bevölkerungsentwicklung Bei den Daten handelt es sich um Volkszählungsergebnisse. | Bevölkerungsentwicklung Bei den Daten handelt es sich um Volkszählungsergebnisse. | Bevölkerungsentwicklung Bei den Daten handelt es sich um Volkszählungsergebnisse. | Bevölkerungsentwicklung Bei den Daten handelt es sich um Volkszählungsergebnisse. | Bevölkerungsentwicklung Bei den Daten handelt es sich um Volkszählungsergebnisse. | Bevölkerungsentwicklung Bei den Daten handelt es sich um Volkszählungsergebnisse. |
| --------------------------------------------------------------------------------- | --------------------------------------------------------------------------------- | --------------------------------------------------------------------------------- | --------------------------------------------------------------------------------- | --------------------------------------------------------------------------------- | --------------------------------------------------------------------------------- | --------------------------------------------------------------------------------- | --------------------------------------------------------------------------------- | --------------------------------------------------------------------------------- | --------------------------------------------------------------------------------- | --------------------------------------------------------------------------------- | --------------------------------------------------------------------------------- | --------------------------------------------------------------------------------- | --------------------------------------------------------------------------------- |
| Jahr                                                                              | 1900                                                                              | 1910                                                                              | 1920                                                                              | 1930                                                                              | 1940                                                                              | 1950                                                                              | 1960                                                                              | 1970                                                                              | 1980                                                                              | 1990                                                                              | 2000                                                                              | 2010                                                                              | 2020                                                                              |
| Einwohner                                                                         | 10.395                                                                            | 18.219                                                                            | 28.823                                                                            | 35.680                                                                            | 34.405                                                                            | 36.763                                                                            | 40.080                                                                            | 43.159                                                                            | 42.423                                                                            | 42.786                                                                            | 47.283                                                                            | 51.755                                                                            | 62.186                                                                            |

## Söhne und Töchter der Stadt
- Horatio Alger (1832–1899), Autor
- Bill Macy (1922–2019), Komponist
- John Cazale (1935–1978), Schauspieler
- James Porter (1935–2005), Priester und Triebtäter